# 月牙泉
月牙泉，古称渥洼池、沙井，又名药泉，自汉朝起即为敦煌八景之一，清代后称為月牙泉。
鸣沙山月牙泉风景区位于中国甘肃省酒泉市敦煌市西南5公里处。

## 形成
对于月牙泉的形成曾有上升泉、断层泉、风成湖、裂隙泉、地下水溢出、古河道残留等说法，但由于缺乏资料和专门性研究，上述的泉水形成原因只是推断。
1997年开始，甘肃地质灾害防治工程勘查设计院地质专家经过五年多时间实地调查与研究，认为处于党河洪积扇和西水沟积扇扇间洼地的月牙泉，是低洼地形条件和较高区域地下水位溢出地表所形成的。党河是流经敦煌盆地的唯一河流，也是敦煌盆地地下水的主要补给源，在天然状态下，区内地下水的水位在空间上的分布普遍较高，在这种高水位的条件下，西北部平原区的地下水通过地下水径流，在地形较低的扇间洼地溢出，形成了月牙泉。

## 水位
根據1960年的數據，月牙泉平均水深是4至5公尺，最深處達7.5公尺，而在後來的40年裡，月牙泉水位逐年下降。到了1990年代，月牙泉水面已经大面積萎缩，月牙泉目前的平均水深是0.9公尺，最深處僅为1.3公尺。為此，甘肅省地質環境監測院的專家們已為月牙泉設計了應急滲水方案。敦煌市實施的月牙泉應急治理工程從2008年3月初部分投入使用。泉平均水位也由原一公尺左右上升三十厘米，並且上升持續。

## 图片

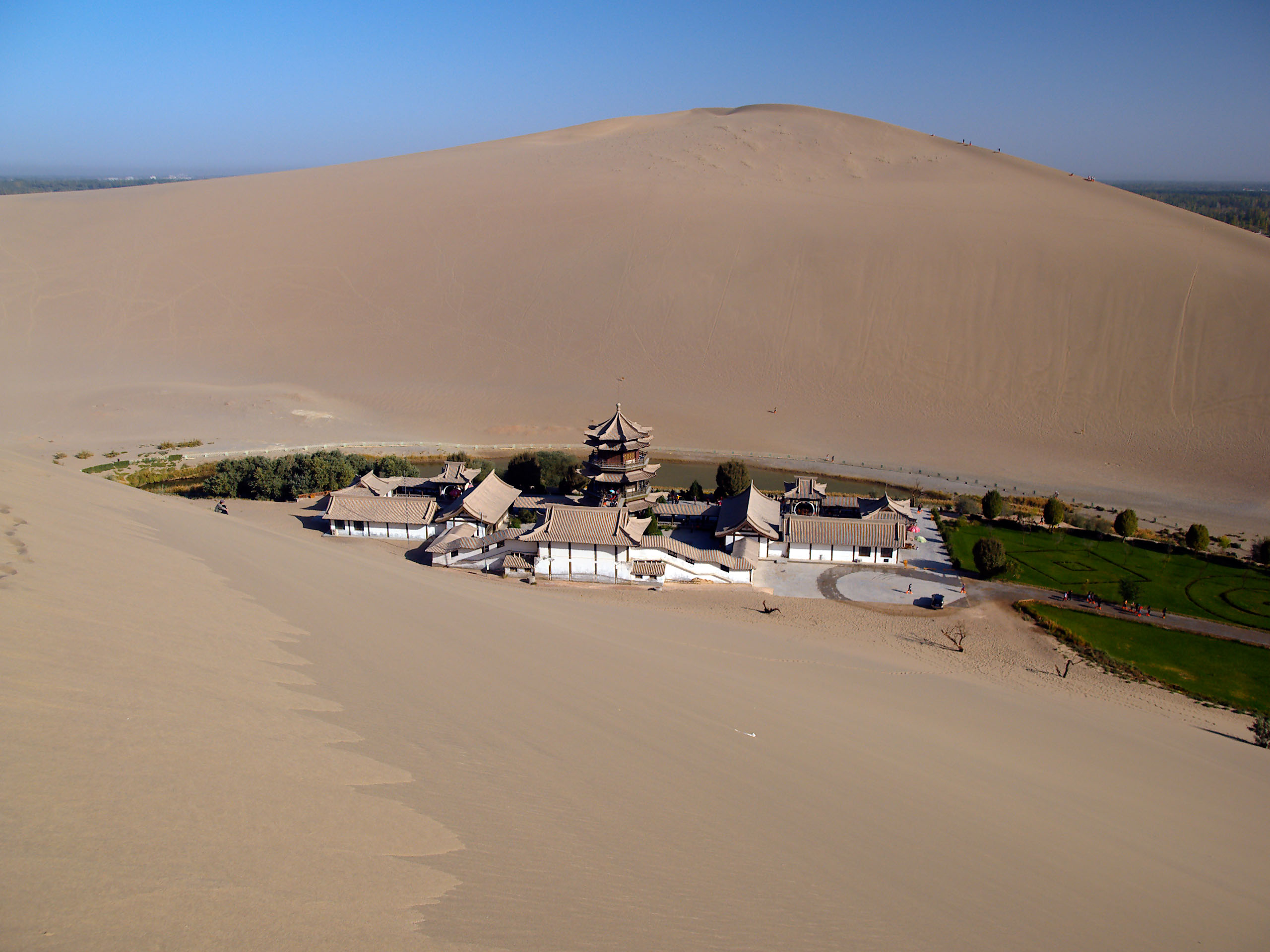
月牙泉和鳴沙山
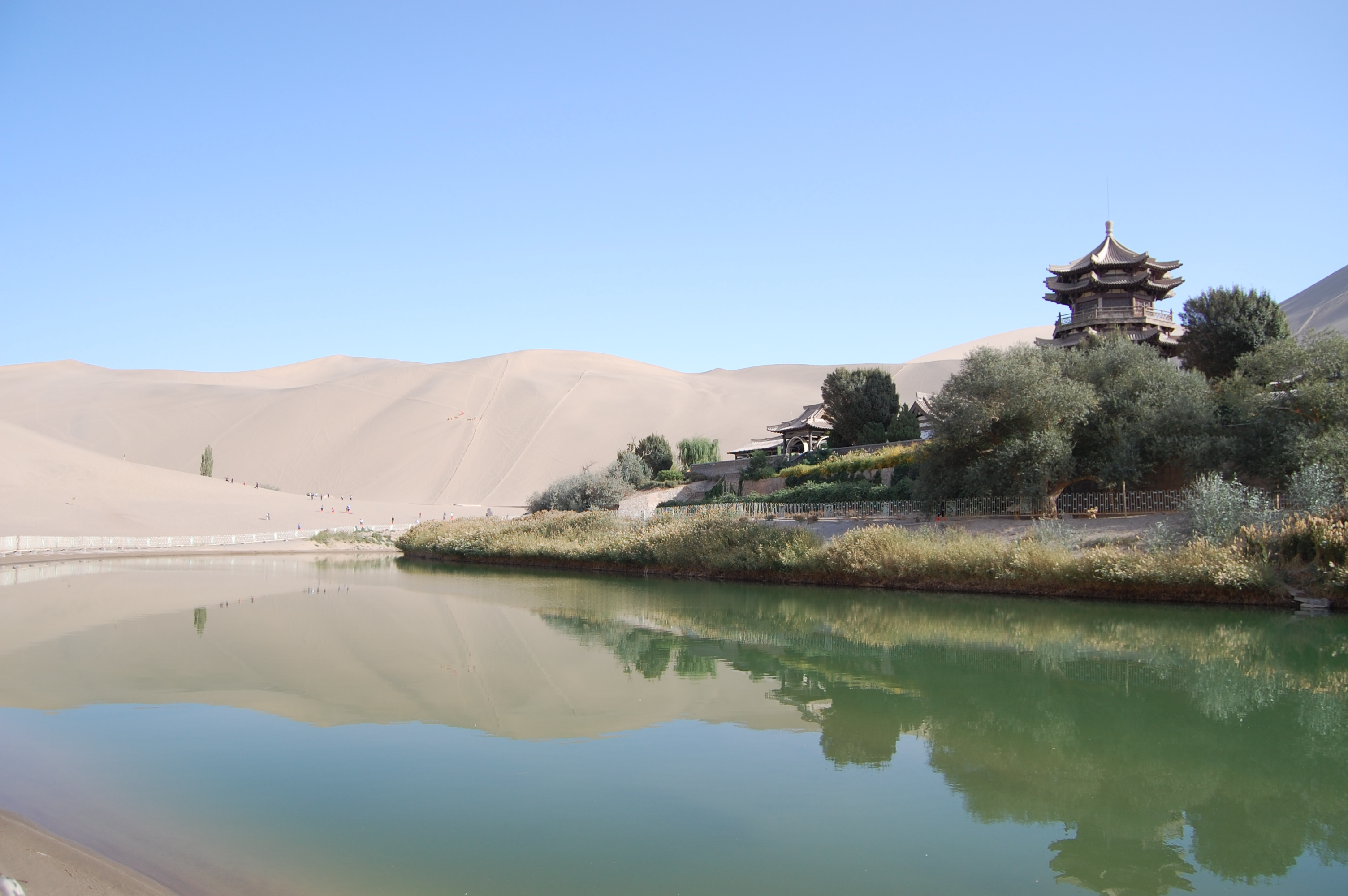
白天近景，摄于2009年
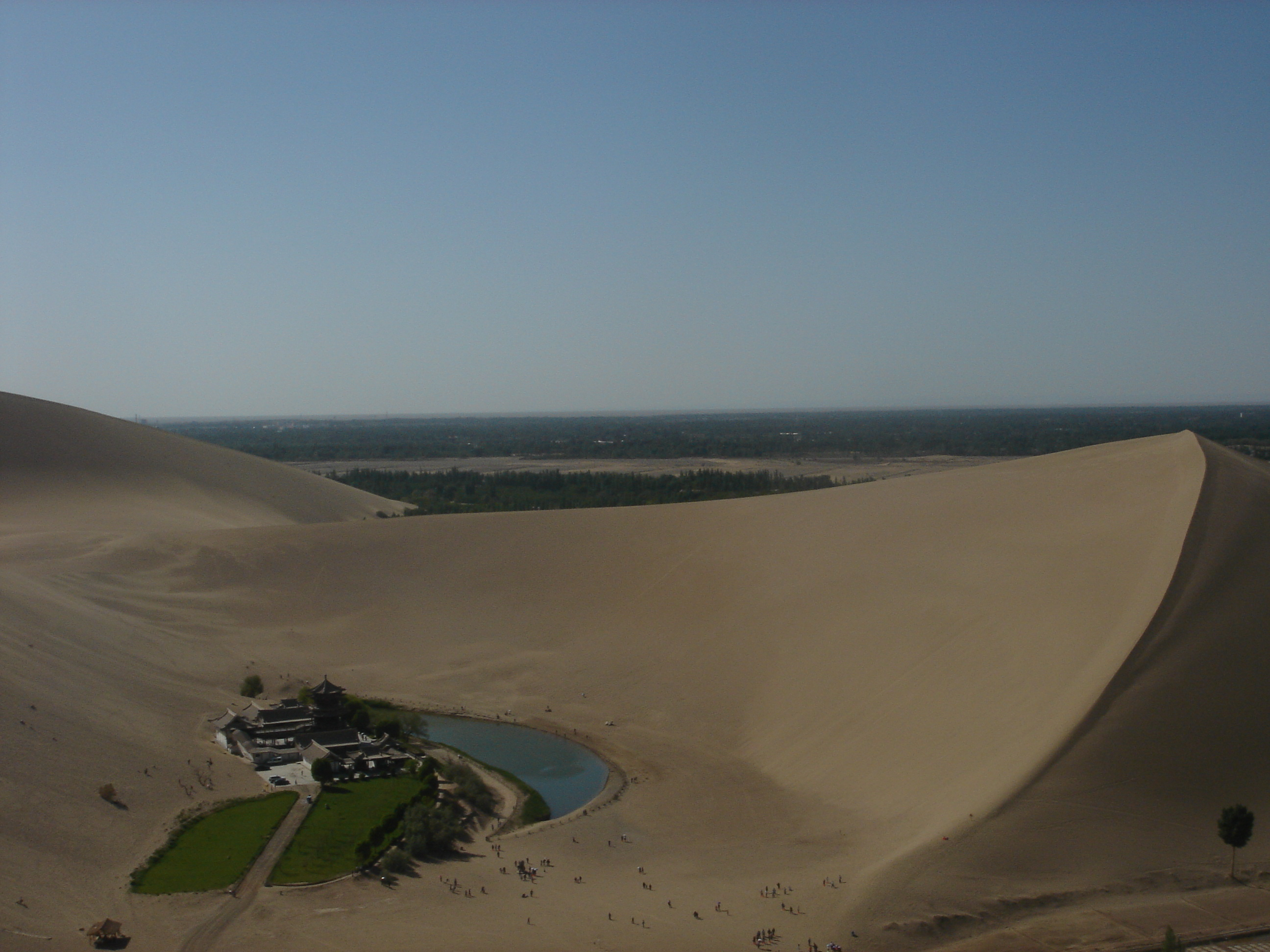
俯瞰月牙泉